# Trevor Jones (compositor)
Trevor Alfred Charles Jones (nascut el 23 de març de 1949) és un compositor sudafricà de música de pel·lícules i sèries televisives. Havent fet molt bona part de la seva carrera en el Regne Unit, Jones ha treballat en nombrosos films ben coneguts i aclamats com ara Excalibur, El tren de l'infern, Laberint, Crema Mississipi, L'Últim del Mohicans, i En el Nom del Pare; col·laborant amb productors cinematogràfics com John Boorman, Andrei Konchalovsky, Jim Henson, i Michael Mann. Tot i que no és especialment conegut fora del món de pel·lícula, ha compost per pel·lícules nombroses i la seva música ha estat qualificada per la crítica per la seva profunditat i emoció, i ha estat nominat per dos Premis Globus d'Or i tres BAFTA a la Millor Música de Pel·lícula.

## Carrera
A l'edat de sis anys, Jones ja hi havia decidit esdevenir un compositor de pel·lícula. En 1967 va assistir a l'Acadèmia Reial de Música en Londres amb una beca escolar i després treballà durant cinc anys per la BBC en rememoracions de música radiofònica i televisiva. Durant 1974 Jones va assistir a la Universitat de York de la qual va obtindre un graduat en mestratge en Música de Pel·lícules i Mitjans de Comunicació. A la National Film and Television School Jones van estudiar tres anys de producció cinematogràfica i tècniques fílmiques i tècniques de so. Durant aquest temps va escriure la música per vint-i-dos projectes d'estudiant. En 1981 Jones va escriure la banda sonora per la pel·lícula curta guardonada en l'Academy Award The Bollar Bottom i pel curtmetratge Black Angel.
Jones aviat va parar l'atenció de John Boorman, qui era a la meitat de producció de la seva èpica artúrica, Excàlibur (1981). La banda sonora, tot i que majoritàriament composta de música clàssica de Richard Wagner i Carl Orff, també necessitava segons Boorman fragments originals dramàtics (així com música d'època) per determinades escenes. Donat el modest pressupost d'Excalibur, un compositor de renom era inassequible, així que Boorman va llogar Jones com a jove promesa en ascens.
La música d'Excalibur va cridar l'atenció d'en Jim Henson, el qual feia The Dark Crystal (1982), i buscant un compositor jove i frisós de treballar de manera lliure i experimental com preferia Henson. La composició resultant fou una obra expansiva, multi-faceta, interpretada per l'Orquestra Simfònica de Londres, augmentada per l'ús enginyós de sintetitzadors Fairlight i Synclavier, així com instruments d'època com el crumhorn, flauta dolça, i l'inusual doble-flageolet, el qual Jones va trobar per casualitat en una botiga de música.
Jones va continuar Excalibur amb les bandes per pel·lícules de terror La Cita (1981) i The Sender (1982), i l'aventura pirata Nate and Hayes (1983). Durant 1985 Jones va compondre un dels seus acompanyaments musicals, per la producció televisiva aclamada The Last Place on Earth.
Jones s'associà amb Henson per al musical de fantasia Laberint (1986). David Bowie va escriure i va interpretar les pistes vocals per aquesta pel·lícula, incloent l'èxit "Underground", mentre Jones va proporcionar les peces dramàtiques.
Per causa que la seva banda per The Dark Crystal, complexa i simfònica aconseguí poca notorietat, Jones va començar a repensar la seva aproximació completa a la composició dramàtica. Al voltant dels mitjans vuitanta, El treball de Jones es va fer més electrònic (molt semblant al compositor de cinema Maurice Jarre), evitant temes melòdics identificables a favor dels acords de sintetitzador que apel·laven sentiments i patrons minimalistes. Mentre va escriure una ombrívola orquestració de cambra en, 1988 per La força d'un ser menor (en la qual hi va participar el guitarrista clàssic John Williams), a bandes com ara El Cor de l'Àngel (1987), Crema Mississipi (1988) i Sea of Love (1989) son més típiques dels productes de Jones durant aquest període.
El retorn a les bandes de gran orquestra va venir amb Aracnofòbia (1990), i va proporcionar una banda sonora alegre, lleugera amb regust a Georges Delerue per al film de 1992 Blame it on the Bellboy.
L'èxit més popular de Jones va arribar el 1992 amb la seva obra musical per L'últim dels Mohicans, i la seva música apassionada, lleugera i planejadora, oculta les dificultats que afligiren la seva creació. El director Michael Mann inicialment va demanar Jones que proporcionés una música electrònica per a la pel·lícula, però poc abans d'acabar-la, es va decidir que una música orquestral seria més apropiada per a aquesta èpica històrica. Jones es va apressar a reorientar la partitura per a orquestra en el poc temps exigit, mentre que la constant relectura de la pel·lícula significava que les referències musicals de vegades havien de ser reescrites diverses vegades per adaptar-les amb els nous ritmes. Finalment, amb la data de llançament imminent, el compositor Randy Edelman va ser convocat per escriure algunes escenes menors que Jones no tenia temps de fer. Jones i Edelman van rebre el co-crèdit a la pel·lícula (fent que aquesta composició molt popular i aclamada no fos elegible per a la consideració de l'Oscar). Encara que tots estaven disgustats amb les circumstàncies, Jones no va ser acomiadat de la pel·lícula malgrat les informacions en contra.
Jones es va fer actiu a la televisió en els 90, amb puntuacions orquestrals per a diverses produccions de Hallmark, incloent Gulliver's Travels, Merlin i Cleòpatra. També va proporcionar una divertida i jazzística partitura d'estil anys 30 per a Ricard III (1995), que compta amb un arranjament de bandes de swing de The Passionate Shepherd to His Love. de Christopher Marlowe. El 1997, Jones va treballar per primera vegada amb el popular director Ridley Scott, proporcionant una banda sonora electrònica-orquestral-amb gust roquer per a G.I. Jane (1997).

## Discografia

### Pel·lícules
| Any  | Títol                                   | Director                         | Estudi(s) | Notes |
| ---- | --------------------------------------- | -------------------------------- | --- | --- |
| 1979 | Brittania: The First of the Last        | John Samson                      | N/D | Curtmetratge |
| 1980 | Black Angel                             | Roger Christian                  | 20th Century Fox (projecció només possible en sales)                                                               | Curtmetratge |
| 1980 | Brothers and Sisters                    | Richard Woolley                  | British Film Institute                                                                                             | També director musical |
| 1980 | The Beneficiary                         | Carlo Gébler                     | National Film and Television School (NFTS)                                                                         | Curtmetratge |
| 1981 | The Dollar Bottom                       | Roger Christian                  | Cinema International Corporation (projecció només possible en sales)                                               | Curtmetratge |
| 1981 | The Appointment                         | Lindsey C. Vickers               | First Principle Film Productions Ltd.                                                                              | També director musical. |
| 1981 | Excàlibur                               | John Boorman                     | Orion Pictures Warner Bros.                                                                                        | També director d'orquestra. Versió de banda sonora il·legal editada per Old World Music i Excalibur Enterprises. |
| 1981 | Els herois del temps                    | Terry Gilliam                    | HandMade Films Janus Films Avco Embassy Pictures                                                                   | Únicament música addicional. Composició principal a càrrec de Mike Moran i George Harrison |
| 1982 | The Sender                              | Roger Christian                  | Paramount Pictures                                                                                                 | Banda sonora musical (BSM) editada per La-La Land Records. |
| 1982 | The Dark Crystal                        | Jim Henson                       | ITC Entertainment Henson Associates Universal Pictures (US/Canada) Columbia Pictures (International)               | Primera col·laboració amb Jim Henson. Composició interpretada per la London Symphony Orchestra. Banda sonora editada per Warner Bros. Records, reeditada en 2007 per La-La Land Records. |
| 1983 | Nate and Hayes                          | Ferdinand Fairfax                | Paramount Pictures                                                                                                 | Música del film editada per La-La Land Records. |
| 1985 | El tren de l'infern                     | Andrei Konchalovsky              | Northbrook Films Golan-Globus Productions The Cannon Group Inc.                                                    | També director d'orquestra. Música del film editada per Enigma Records, reeditada per La-La Land Records. |
| 1986 | Laberint                                | Jim Henson                       | Henson Associates. Lucasfilm TriStar Pictures                                                                      | Segona i darrera col·laboració amb Jim Henson. Banda sonora editada per EMI amb les cançons de David Bowie i vora 20 minuts de la resta de composició. |
| 1987 | El cor de l'àngel                       | Alan Parker                      | Carolco Pictures TriStar Pictures                                                                                  | N/D |
| 1988 | La força d'un ser menor                 | Robert M. Young                  | Orion Pictures | També director d'orquestra. Banda sonora editada per Varèse Sarabande. |
| 1988 | Just Ask for Diamond                    | Stephen Bayly                    | 20th Century Fox                                                                                                   | N/D |
| 1988 | Crema Mississipi                        | Alan Parker                      | Orion Pictures | Banda sonora editada per Island Records. Nominada - BAFTA Award for Best Film Music |
| 1988 | Sweet Lies                              | Nathalie Delon                   | Island Pictures | N/D |
| 1989 | Sea of Love                             | Harold Becker                    | Universal Pictures                                                                                                 | Banda sonora editada per Mercury Records. |
| 1990 | Males influències                       | Curtis Hanson                    | Triumph Releasing Corporation                                                                                      | N/D |
| 1990 | Aracnofòbia                             | Frank Marshall                   | Amblin Entertainment Hollywood Pictures                                                                            | Primera composició completament orquestral des de Labyrinth. Banda sonora editada per Hollywood Records. |
| 1991 | True Colors                             | Herbert Ross                     | Paramount Pictures                                                                                                 | N/D |
| 1991 | Chains of Gold                          | Rod Holcomb                      | M.C.E.G. Orion Pictures                                                                                            | N/D |
| 1992 | Freejack                                | Geoff Murphy                     | Morgan Creek Productions Warner Bros.                                                                              | N/D |
| 1992 | Blame It on the Bellboy                 | Mark Herman                      | Hollywood Pictures                                                                                                 | També orquestrador. |
| 1992 | CrissCross                              | Chris Menges                     | Metro-Goldwyn-Mayer                                                                                                | També director i orquestrador. Música del film editada per Intrada Records. |
| 1992 | L'últim dels mohicans                   | Michael Mann                     | Morgan Creek Productions 20th Century Fox (US/Canada) Warner Bros. (International)                                 | Composta amb Randy Edelman. Banda sonora musical de la pel·lícula editada per Morgan Creek Records. Una versió re-enregistrada interpretada per la Royal Scottish National Orchestra dirigida per Joel McNeely, fou editada per Varèse Sarabande en 2000. Nominada a - BAFTA Award for Best Film Music Nominada a - Golden Globe Award for Best Original Score |
| 1993 | Màxim risc (Cliffhanger)                | Renny Harlin                     | Carolco Pictures Le Studio Canal+ Pioneer Corporation RCS MediaGroup TriStar Pictures                              | També orquestrador. Banda Sonora Musical editada per Scotti Bros. Records, reeditada per Intrada Records en 2011. |
| 1993 | En el nom del pare                      | Jim Sheridan                     | Hell's Kitchen Films Universal Pictures                                                                            | També orquestrador. |
| 1994 | De Baby Huilt                           | Mijke de Jong                    | N/D | Pel·lícula de curta durada. |
| 1995 | L'assassí del més enllà                 | Brett Leonard                    | TriStar Pictures                                                                                                   | També director orquestral. |
| 1995 | Kiss of Death                           | Barbet Schroeder                 | 20th Century Fox                                                                                                   | També director i orquestrador. Soundtrack released by Milan Records. |
| 1995 | Ricard III                              | Richard Loncraine                | United Artists Metro-Goldwyn-Mayer                                                                                 | BSM editada per London International. |
| 1996 | Llac Ness                               | John Henderson                   | PolyGram Filmed Entertainment Working Title Films Gramercy Pictures (US/Canada) Universal Pictures (International) | També orquestrador. |
| 1996 | Tocant el vent                          | Mark Herman                      | Prominent Features Miramax Films (US) Channel Four Films (UK)                                                      | També director i orquestrador. Música de la pel·lícula editada per RCA Victor. Nominada a - BAFTA Award for Best Film Music |
| 1997 | Roseanna's Grave                        | Paul Weiland                     | Spelling Films Fine Line Features PolyGram Filmed Entertainment                                                    | També orquestrador. Performed by the London Symphony Orchestra. |
| 1997 | G.I. Jane                               | Ridley Scott                     | Hollywood Pictures Caravan Pictures Largo Entertainment                                                            | També orquestrador. Soundtrack released by Hollywood Records. |
| 1997 | Inocència rebel                         | John Duigan                      | Strand Releasing (US) The Rank Organisation (UK)                                                                   | També orquestrador. |
| 1998 | Mesures desesperades                    | Barbet Schroeder                 | Mandalay Entertainment TriStar Pictures                                                                            | També director i orquestrador. BSM editada per Velvel Records. |
| 1998 | Dark City                               | Alex Proyas                      | Mystery Clock Cinema New Line Cinema                                                                               | També orquestrador. BSM editada per TVT Records. |
| 1998 | Un món a la seva mida                   | Peter Chelsom                    | Scholastic Miramax Films                                                                                           | També orquestrador. Interpretació: London Symphony Orchestra BSM editada per Pangaea Records. Nominada a - Golden Globe Award for Best Original Song |
| 1998 | Titanic Town                            | Roger Michell                    | Shooting Gallery                                                                                                   | N/D |
| 1998 | Esclat de passions                      | Nick Hamm                        | Miramax Films | N/D |
| 1999 | Notting Hill                            | Roger Michell                    | PolyGram Filmed Entertainment Working Title Films Universal Pictures                                               | També orquestrador. Interpretació: London Symphony Orchestra BSM pel·lícula editada per Island Records. |
| 1999 | Molly                                   | John Duigan                      | Metro-Goldwyn-Mayer                                                                                                | N/D |
| 2000 | Tretze dies                             | Roger Donaldson                  | Beacon Pictures New Line Cinema                                                                                    | També orquestrador. Interpretada per London Symphony Orchestra. BSM editada per New Line Records. |
| 2000 | The Long Run                            | Jean Stewart                     | Universal Focus | Interpretada per London Symphony Orchestra. |
| 2001 | From Hell                               | Albert Hughes Allen Hughes       | 20th Century Fox                                                                                                   | També orquestrador. BSM editada per Varèse Sarabande. |
| 2002 | Crossroads                              | Tamra Davis                      | MTV Films Zomba Films Paramount Pictures                                                                           | També orquestrador. |
| 2003 | La lliga dels homes extraordinaris      | Stephen Norrington               | Angry Films International Production Company JD Productions 20th Century Fox                                       | També orquestrador. Interpretació: London Symphony Orchestra BSM pel·lícula editada per Varèse Sarabande |
| 2003 | I'll Be There                           | Craig Ferguson                   | Morgan Creek Productions Warner Bros.                                                                              | També orquestrador. Interpretació: London Symphony Orchestra. |
| 2004 | I, Robot                                | Alex Proyas                      | Davis Entertainment Overbrook Entertainment 20th Century Fox                                                       | Composició rebutjada. Reemplaçada per Marco Beltrami. |
| 2004 | La Volta al Món en 80 dies (pel·lícula) | Frank Coraci                     | Walden Media Walt Disney Pictures                                                                                  | Composta amb David A. Stewart També orquestrador. Interpretació: London Symphony Orchestra. BSM pel·lícula editada per Walt Disney Records |
| 2004 | The Unsteady Cough                      | Sam Leifer Jonathan van Tulleken | Rise Films | Curta durada. |
| 2005 | Aegis                                   | Junji Sakamoto                   | Cross Media Kadokawa Daiei Studio Shochiku Company                                                                 | N/D |
| 2005 | Chaos                                   | Tony Giglio                      | Capitol Films Lionsgate                                                                                            | També orquestrador. BSM pel·lícula editada per Contemporary Media Recordings com a edició únicament digital. |
| 2006 | Fields of Freedom                       | David de Vries                   | Greystone Communications Stargate Studios                                                                          | Pel·lícula curta per exposició de museu |
| 2006 | We Fight to Be Free                     | Kees van Ostrum                  | Greystone Communications Stargate Studios                                                                          | Pel·lícula curta per exposició de museu |
| 2008 | Three and Out                           | Jonathan Gershfield              | Worldwide Bonus Entertainment                                                                                      | BSM pel·lícula editada per Contemporary Media Recordings. |
| 2010 | My Hunter's Heart                       | Craig Foster Damon Foster        | Foster Brothers Productions Videovision Entertainment                                                              | Pel·lícula documental. |
| 2011 | War Paint                               | Marcus Carlos Liberski           | N/D | Pel·lícula curta |
| 2011 | How to Steal 2 Million                  | Charlie Vundla                   | Indigenous Film | N/D |
| 2018 | To Tokyo                                | Caspar Seale Jones               | Mannequin Films | En postproducció. |

### Televisió
| Any       | Title                                     | Notes                                                                                    |
| --------- | ----------------------------------------- | ---------------------------------------------------------------------------------------- |
| 1979      | Ripping Yarns                             | 1 episodi                                                                                |
| 1982      | Joni Jones                                | Minisèries; 2 episodis                                                                   |
| 1983      | Those Glory Glory Days                    | Pel·lícula per a Televisió                                                               |
| 1983      | One of Ourselves                          | Pel·lícula per a Televisió                                                               |
| 1984      | The Last Days of Pompeii                  | Minisèries; 3 episodis                                                                   |
| 1984      | This Office Life                          | Pel·lícula per a Televisió                                                               |
| 1984      | Aderyn Papur... and Pigs Might Fly        | Pel·lícula per a Televisió                                                               |
| 1985      | Dr. Fischer of Geneva                     | Pel·lícula per a Televisió                                                               |
| 1985      | The Last Place on Earth                   | Minisèries; 7 episodis                                                                   |
| 1985      | Arena                                     | Sèrie documental; 1 episodi                                                              |
| 1985      | Jim Henson Presents The World of Puppetry | Sèrie documental; 6 episodis                                                             |
| 1988      | Coppers                                   | Pel·lícula per a Televisió                                                               |
| 1989      | Murder by Moonlight                       | Pel·lícula per a Televisió                                                               |
| 1989      | Screen Two                                | 1 episodi                                                                                |
| 1990      | By Dawn's Early Light                     | Pel·lícula per a Televisió                                                               |
| 1990      | Guns: A Day in the Death of America       | Documental                                                                               |
| 1993      | Death Train                               | Pel·lícula per a Televisió                                                               |
| 1994-2014 | Generations                               | Solament tema musical                                                                    |
| 1996      | Gulliver's Travels                        | Minisèries; 2 episodis                                                                   |
| 1998      | Merlin                                    | Minisèries; 2 episodis Nominada - Primetime Emmy Award for Outstanding Music Composition |
| 1999      | Cleopatra                                 | Minisèries; 2 episodis                                                                   |
| 2002      | Dinotopia                                 | Minisèries; 3 episodis                                                                   |
| 2006-07   | Jozi-H                                    | 13 episodis                                                                              |
| 2009      | Blood and Oil                             | Pel·lícula per a Televisió                                                               |
| 2012      | Labyrinth                                 | Minisèries; 2 episodis                                                                   |

### Videojocs
- Marvel Nemesis: Rise of the Imperfects (2005)

## Influències
- Max Steiner, Elmer Bernstein, Maurice Jarre, John Barry